# 도기 바퀴장식 뿔잔
도기 바퀴장식 뿔잔(陶器 車輪飾 角杯)는 대한민국의 보물 제637호로, 높이는 22.5cm, 길이 24cm, 바퀴지름은 10.2cm이다. 수레바퀴가 붙은 토기는 가야 지역 고분에서 여러 점 발견되었으나 이 토기는 그중에서도 특이한 형태이다.
고배(高排)의 각 부(脚部)에 해당하는 받침은 이 시대 고배에서 흔히 볼 수 있는 밑이 벌어진 나팔형인데, 2단으로 된 투창은 긴 직사각형 투창으로 상단과 하단에 어긋나게 뚫고 있다. 받침 위에 중공(中空)의 원통이 반원을 그리며 좌우로 뻗어서 2개의 뿔잔이 한 뿌리에서 좌우로 뻗은 형상이고 뿌리 부근에서 잔과 직각 되는 쪽 좌우에 돌기가 있어 여기에 수레바퀴 모양으로 생긴 것이 끼어 있다. 수레바퀴는 차축(車軸)이 6개이고 따로 만들어 돌기에 꽂아 돌게 되어 있다. 잔이 마주 대하는 쪽, 곧 대칭되는 위치에 장식이 붙어 있었으나 현재는 한쪽이 부러지고 없다. 남아 있는 장식의 모양은 길게 뻗은 줄기 끝이 갈라지면서 양쪽으로 말려 막 솟아오른 고사리 모양이다. 소성(燒成)은 매우 양호하며 회유가 부분적으로 생성(生成)되어 있다.